# 俄寇
俄寇為中華民國在戒嚴時期對蘇聯的稱呼。解嚴後，此名稱在官方文檔中已慢慢不再使用。但隨著2022年開始的俄羅斯對烏克蘭入侵戰爭，以俄寇一詞指代俄羅斯的說法逐漸在社交媒體上出現。
1949年，國軍在第二次國共內戰中失利，国府於年底撤退至台灣，蘇聯便與中華民國斷交，轉而向在大陸的中華人民共和國建交。蔣中正也因政治因素，對於和蘇聯斷交並無大礙，因此如同對中共一樣，也對蘇聯政府取了一個貶稱——俄寇。

## 運用
在1950年代編制的著名歌曲《反攻大陸去》就有「不能讓毛賊盡著盤據，不能讓俄寇盡著欺侮」的歌詞。